# Ylänne (Kangasniemi, Södra Savolax, Finland)
Ylänne eller Ylännejärvi är en sjö i Finland. Den ligger i kommunen Kangasniemi i landskapet Södra Savolax, i den södra delen av landet, 230 km norr om huvudstaden Helsingfors. Ylänne ligger 117,5 meter över havet. Arean är 2,84 kvadratkilometer och strandlinjen är 17,32 kilometer lång. Sjön  ingår i Kymmene älvs huvudavrinningsområde.   I omgivningarna runt Ylänne växer i huvudsak barrskog. Den sträcker sig 2,9 kilometer i nord-sydlig riktning, och 2,1 kilometer i öst-västlig riktning. I sjön finns flera öar, de största är Huutosaari och Lyymanninsaari.